# Francesco Morosini
Francesco Morosini (né le 26 février 1619 à Venise – mort le 6 janvier 1694 à Nauplie) est le 108e doge de Venise. Il est élu en 1688, et son dogat dure jusqu'en 1694.

## Biographie
Francesco Morosini est le fils de Pietro et Maria Morosini (une cousine de son père). Il a deux frères. Selon les chroniques de l'époque, la vie de Francesco Morosini est bouleversée pendant sa petite enfance en raison de la mort de sa mère dans des circonstances particulières — elle se noie en tentant de sauver son mari tombé dans l'eau — qui font longtemps suspecter son père. L'enquête n'aboutit pas et est close. Ce sont peut-être cet épisode et les rapports difficiles avec sa belle-mère qui font naître un esprit rebelle.
Il fait des études classiques et il se montre plus intéressé par les batailles et la stratégie, s'enrôlant assez rapidement dans les forces armées vénitiennes. Trop pris par sa carrière militaire, il ne se marie jamais.

Portait avant 1688 Museo Correr
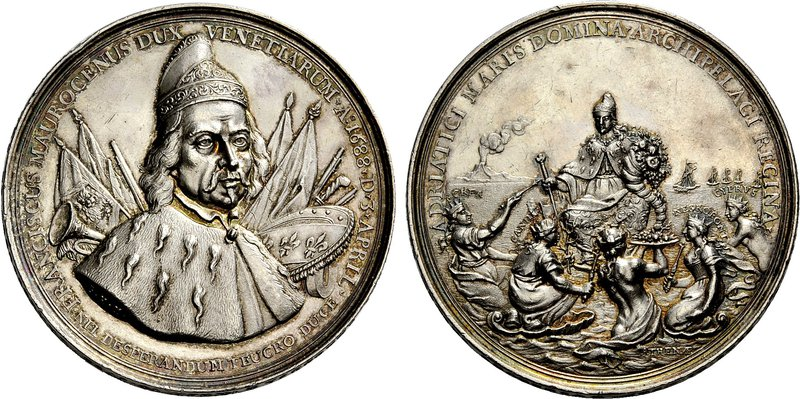
Statuette équestre en bronze - Musée Correr

### La carrière militaire

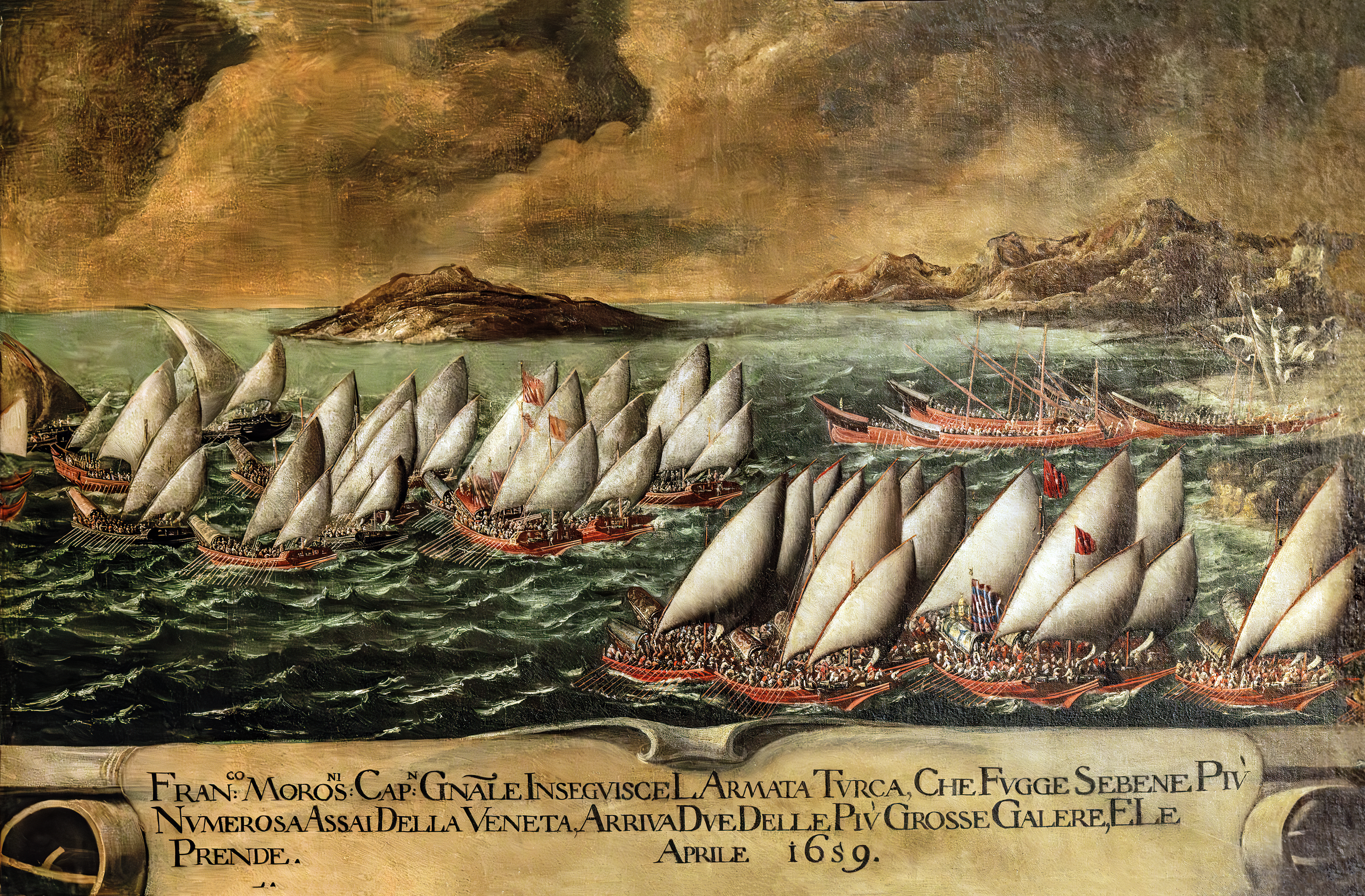
Francesco Morosini poursuit l'armada turque, avril 1659, musée Correr

Jeune marin pendant les années 1630, seuls le début de la guerre contre les Ottomans en 1644 et l'importante fortune de sa famille lui permettent d'exprimer ses aspirations et sa compétence de manière complète. L'île de Crète presque entièrement perdue, il ne reste aux Vénitiens que Candie, la capitale, qui est rapidement assiégée par l'ennemi.
Nommé commandant des forces terrestres de Candie par deux fois (1646–1661 et 1667–1669), il réussit à galvaniser ses troupes et à les faire résister pendant 23 ans.
L'épouvantable bataille réduit la ville à un amas de décombres et remplit les cimetières militaires de l'île (les Vénitiens perdent 30 000 hommes alors que les Ottomans en perdent 80 000) sans que la situation ne change de manière significative.
Le 6 septembre 1669, en raison de l'impossibilité de poursuivre la résistance, Morosini signe une paix avec l'ennemi et cède la ville, sauvegardant cependant certaines forteresses de l'île.
La capitulation est honorable et glorieuse pour les vaincus : les Vénitiens peuvent emmener leur artillerie, ils conservent sur l'île de Crète les forteresses de Souda, de Spinalonga et Gramvoussa (Carabusa) et les Ottomans restituent Clissa en Dalmatie ; enfin les soldats ottomans acceptent de n'entrer dans la ville que douze jours après la reddition et de laisser partir librement tous ceux qui le veulent. Quand ils entrent dans Candie, ils trouvent seulement deux prêtres grecs, trois juifs et une pauvre vieille ; sur l'île, la population se compose de 22 000 âmes.
Son excessive indépendance et un usage désinvolte de l'argent public valent à Francesco Morosini un procès en 1670 pour insubordination, dont il sort disculpé. Il est transféré quelque temps dans le Frioul après le calme relatif qui suit la fin de la guerre.
La République, bien qu'affaiblie économiquement et militairement, n'acceptant pas le traité de 1669, choisit l'occasion offerte de l'entrée en guerre de l'Empire ottoman contre le Saint-Empire romain germanique en 1683, pour entrer en guerre afin de se venger des affronts subis.
Morosini, un des derniers grands commandants vénitiens, est immédiatement nommé à la tête de l'expédition. Au cours des années qui suivent (1683–1687), avec une flotte relativement petite et des équipages de qualité moyenne, il réussit à monter des opérations destinées à la reconquête des îles et des forteresses réputées imprenables.
Il remporte plusieurs succès et menace les bases de l'Empire ottoman dans la mer Méditerranée. En 1684, il conquiert l'île de Leucade ; en 1685, il occupe Coron et le Magne. En 1686, avec son lieutenant Otto Wilhelm de Kœnigsmark, un homme de guerre suédois entré au service de la République, il prend Pylos, Modon, Argos, Nauplie, et en 1687 tout le Péloponnèse à l'exception de Monemvasia.
Pendant le siège d'Athènes, un coup de mortier détruit en partie le Parthénon, utilisé par les Ottomans comme poudrière.
En 1687, en raison de ses actes sur les champs de bataille, il obtient du Sénat vénitien, chose qui ne s'est jamais produite ni avant, ni après, le titre de « Peloponnesiaco » et un buste de bronze en son honneur, chose interdite pour les personnes encore en vie et très rare même pour les défunts. L'inscription indique « Le Sénat à Francesco Morosini, le Peloponnesiaco, encore en vie » (Francisco Morosini Peloponesiaco, adhuc vivendi, Senatus).

### Le dogat
Après que sa candidature a été refusée en 1684, il est élu doge au premier tour de scrutin le 3 avril 1688 après la mort de Marcantonio Giustinian, le 23 mars précédent. Il en est informé pendant un siège et pour l'honorer, son couronnement a lieu au milieu des soldats enthousiastes.
De retour à Venise seulement en 1690, Morosini, fatigué après tant d'expéditions, jouit d'un traitement de faveur et de privilèges jamais concédés jusqu'alors. Pendant cette période, on observe chez lui une certaine vanité, qui détonne avec le grand homme qui avait obtenu tant de victoires. Trop arrogant pour les sénateurs et trop vaniteux pour le peuple, on décide de l'envoyer de nouveau à la tête de ses troupes, les généraux l'ayant remplacé ne s'étant pas montrés à la hauteur.
En mai 1693, il part de Venise avec sa flotte et se jette immédiatement à corps perdu dans les batailles et les sièges, renouant avec la victoire à trois reprises en quelques mois. Morosini, alors âgé, ne réussit pas à lutter contre la fatigue physique et morale de l'expédition militaire. Il tombe malade et il est emmené dans la ville de Nauplie, où il meurt le 6 janvier 1694. Sa dépouille est transférée à Venise et il est enterré dans l'église Santo Stefano.

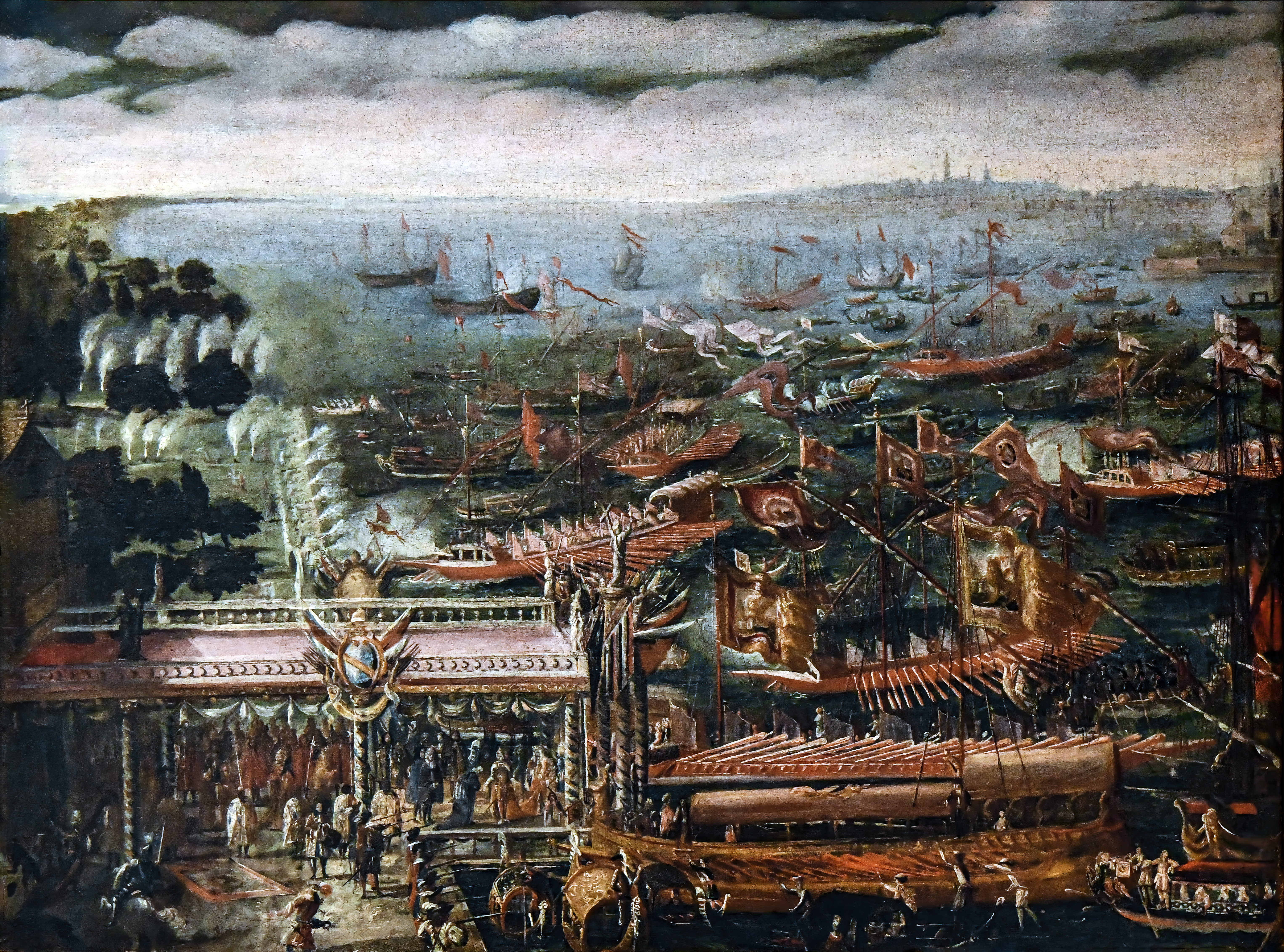
Francesco Morosini quitte le Lido pour le Levant par  Alessandro Piazza musée Correr
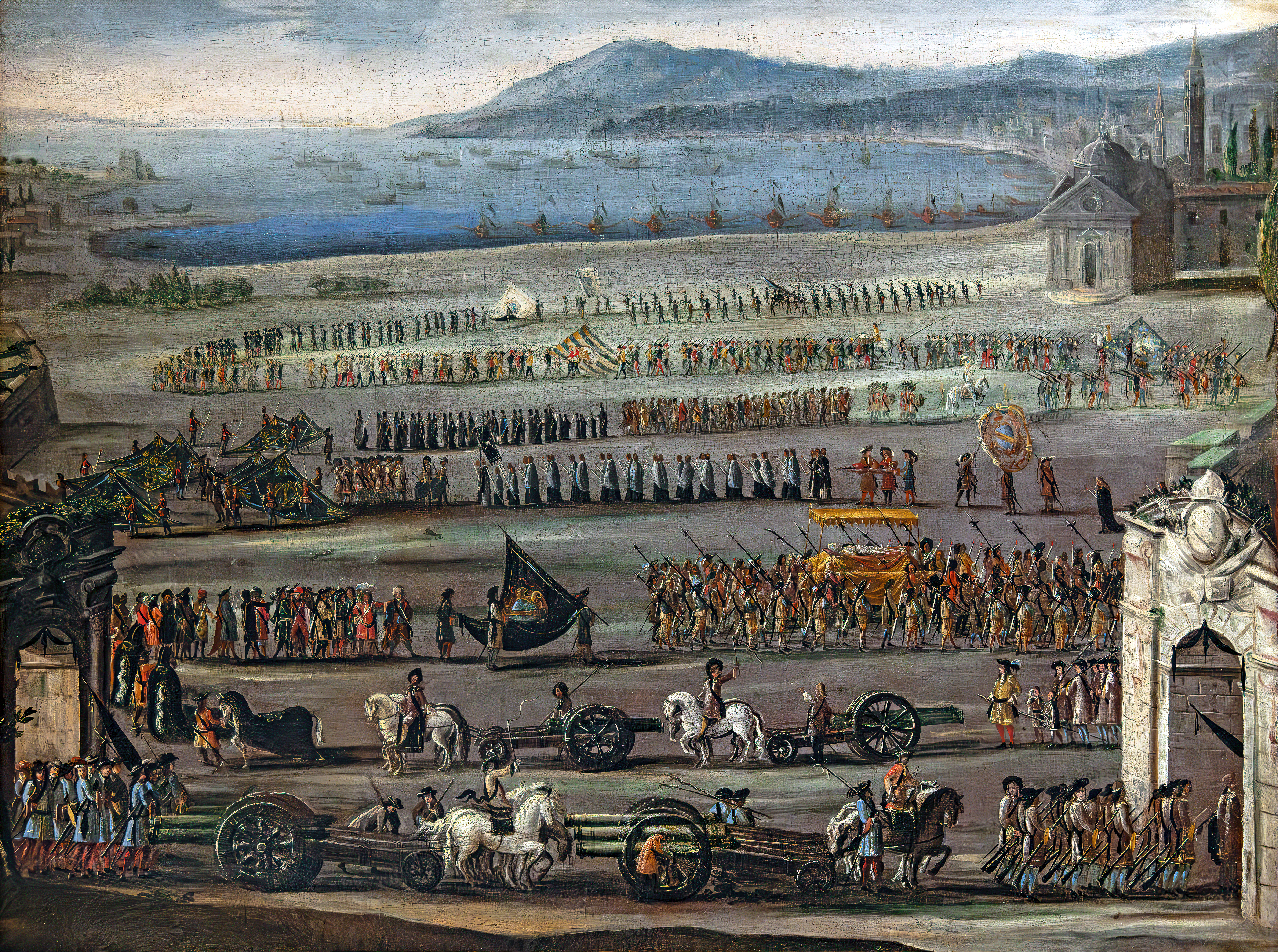
Les funérailles du doge Francesco Morosini à Nauplie par Alessandro Piazza musée Correr

Dans son testament, il laisse sa fortune aux descendants de ses frères, n'ayant pas de descendants directs, à la condition qu'ils appellent Francesco tous leurs fils pour toujours.
Après sa mort, un grand arc de marbre est érigé en son honneur dans le palais des Doges, alors que son chat, auquel Morosini était très attaché, est embaumé et exposé au musée Correr.

Portrait de Francesco Morosini sur ivoire  musée Correr
Bannière de dévotion avec les armoiries de Francesco Morosini musée Correr